# Manuel Medrano
Manuel Alejandro Medrano López (Nacido en Cartagena de Indias, Colombia; 29 de octubre de 1987) es un cantautor colombiano, ganador de dos Premios Grammy Latinos.

## Biografía
Nació en Cartagena, pero desde los 3 años de edad vive en Bogotá, por eso su acento "cachaco", es hijo de padres separados, empezó a visitar a su padre a la edad de 18 años e interactuar con la cultura de la región Caribe(Dicho por el mismo en una entrevista en el medio de comunicación Infobae), Sus inicios en la música se dan gracias al apoyo de su familia cuando sus padres deciden regalarle una guitarra a sus 14 años.[cita requerida]
Desde los 16 años empezó a escribir sus canciones, lo que lo motivó a empezar su carrera en la industria musical tocando a lo largo de ese año en distintos bares de Bogotá , hasta desarrollar su carrera como solista.[cita requerida]

## Carrera

### Su inicio en redes
Las redes sociales, principalmente YouTube fueron algunos de los medios por los cuales se dio a conocer, versionaba canciones de otros artistas y hacía versiones acústicas de las suyas. En el año 2015 saltó a la fama con la canción "Una vez y Otra vez" comenzó a sonar en las redes sociales, pero no fue hasta el lanzamiento de "Bajo el agua" que obtuvo reconocimiento, su video musical oficial alcanzó más de 670 millones de reproducciones en YouTube;

### Carrera
Ese mismo año salió su primer álbum homónimo Manuel Medrano, en el cual todas las canciones son de su autoría y fue producido por su compatriota Juan Pablo Vega, tanto fue su éxito y aceptación que obtuvo tres nominaciones a los premios Grammy Latino de 2016, de las cuales fue ganador en las categorías de Mejor Álbum Cantautor y Mejor Nuevo Artista. Lo que ha llevado al artista a continuar volviendo sencillos canciones de ese mismo álbum, tanto de manera individual e igual a la versión del álbum como la canción "Una y otra vez" o en otros casos con nuevas versiones en colaboración como en el sencillo "La mujer que bota fuego" con la artista española Natalia Jiménez.
En el 2017, el artista realizó colaboraciones en canciones de otros artistas como "Complicidad" con Vanesa Martín y el sencillo "Eco" con Felipe Ospina, también colaboró con un disco homenaje al fallecido cantante y compositor mexicano Juan Gabriel, en un álbum llamado A Juan Gabriel, amor eterno, producido por el artista colombiano Jose Gaviria, cantando la canción "Costumbres".
El 8 de agosto de 2019 lanza la canción "Buena" después de dos años sin lanzar un sencillo. El tema cuenta con un ritmo urbano, algo poco común en los temas del cantante y que ha dejado opiniones divididas entre sus fanáticos.

## Premios y nominaciones

### Premios Grammy Latinos
| Año  | Trabajo nominado | Categoría             | Resultado | Ref. |
| ---- | ---------------- | --------------------- | --------- | ---- |
| 2016 | Manuel Medrano   | Mejor Nuevo Artista   | Ganador   |      |
| 2016 | Manuel Medrano   | Mejor Álbum Cantautor | Ganador   |      |
| 2016 | Bajo el agua     | Canción del año       | Nominado  |      |

### Premios Juventud
| Año  | Trabajo nominado                               | Categoría              | Resultado | Ref. |
| ---- | ---------------------------------------------- | ---------------------- | --------- | ---- |
| 2016 | Manuel Medrano                                 | Producers Choice Award | Nominado  |      |
| 2023 | No sé si salga el sol (Remix) (feat. Rawayana) | Pop Track del Año      | Nominado  |      |

### Premios Lo Nuestro
| Año  | Trabajo nominado | Categoría                     | Resultado | Ref. |
| ---- | ---------------- | ----------------------------- | --------- | ---- |
| 2024 | Manuel Medrano   | Artista Pop Masculino Del Año | Nominado  |      |

### Premios Nuestra Tierra
| Año  | Trabajo nominado                       | Categoría            | Resultado | Ref. |
| ---- | -------------------------------------- | -------------------- | --------- | ---- |
| 2021 | Cielo (Ft. Nile Rodgers)               | Mejor Video del año  | Nominado  |      |
| 2023 | Puro Sentimiento (Ft. Paula Arenas)    | Canción Pop del año  | Nominado  |      |
| 2023 | Manuel Medrano                         | Artista Pop del año  | Nominado  |      |
| 2024 | La Primera Vez (Ft. Juliana Velásquez) | Canción del año      | Nominado  |      |
| 2024 | La Primera Vez (Ft. Juliana Velásquez) | Mejor video del año  | Nominado  |      |
| 2024 | Verano en NY                           | Mejor video del año  | Nominado  |      |
| 2024 | Manuel Medrano                         | Artista Pop Mascuino | Nominado  |      |

### Premios Shock
| Año  | Trabajo nominado | Categoría     | Resultado | Ref. |
| ---- | ---------------- | ------------- | --------- | ---- |
| 2016 | Manuel Medrano   | Mejor Artista | Ganador   |      |
| 2016 | Manuel Medrano   | Mejor Álbum   | Ganador   |      |

### Kids Choice Awards Colombia
| Año  | Trabajo nominado | Categoría                   | Resultado | Ref. |
| ---- | ---------------- | --------------------------- | --------- | ---- |
| 2016 | Manuel Medrano   | Artista Colombiano Favorito | Nominado  |      |

## Discografía
Su primer disco homónimo ha recibido críticas sumamente positivas, lo cual ha convertido al cantautor en uno de los artistas con mayor proyección en su país.
Álbumes de estudio
- 2015: Manuel Medrano
- 2021: Eterno
- 2024: Perfecto

Sencillos
- Afuera del planeta
- Bajo el agua
- ¿Cómo hacer para olvidarte?
- Cuando te pensaba
- Donde nadie pueda ir
- El swing de la propuesta
- La mujer que bota fuego
- Quédate
- Si pudiera
- Sin saber por qué
- Una y otra vez
- Yo sólo nado contigo
- La mujer que bota fuego (ft. Natalia Jiménez)
- Buena
- Mi otra mitad
- Cielo (ft. Nile Rodgers)
- Hay una luz dentro de ti
- Nenita
- Tengo que llegar a tiempo

Colaboraciones
- Que bello es vivir (con El Kanka)
- Yo solo nado contigo (con El Kanka)
- Complicidad (con Vanessa Martin)
- Eco (con Felipe Ospina)
- La flaca (con Jarabe De Palo)
- Como haces (con Santiago Cruz)
- Todo estaba bien (con Carlos Sadness)
- Este momento (con Camila)